# La Sagesse de la piste
La Sagesse de la piste (titre original : The Wisdom of the Trail) est une nouvelle américaine de Jack London publiée aux États-Unis en 1900.

## Historique
La nouvelle est publiée initialement dans le mensuel Overland Monthly de décembre 1899, avant d'être reprise dans le recueil The Son of the Wolf en 1900.

## Résumé
« Sitka Charley avait réalisé l'impossible. D'autres Indiens connaissaient peut-être la sagesse de la piste aussi bien que lui, mais lui seul connaissait la sagesse de l'homme blanc, l'honneur de la piste et la force de la loi. »
À la tête d'un groupe de quatre Indiens et de quatre Blancs, dont une femme, Sitka Charley fait régner l'honneur et la loi sur cette piste du Grand Nord...

## Éditions

### Éditions en anglais
- The Wisdom of the Trail, dans le Overland Monthly, décembre 1899.
- The Wisdom of the Trail, dans le recueil The Son of the Wolf, Boston, Houghton Mifflin Company, 1900.

### Traductions en français
- La Loi de la Piste traduit par Paul Gruyer & Louis Postif in Le Jeu du ring, recueil, Crès, 1928.
- La Sagesse de la piste dans le recueil Le Silence blanc et autres nouvelles, Le Livre de Poche, 2009.
- La Sagesse de la piste, traduit par François Specq, Gallimard, 2016[2].

## Sources
- « Bibliographie de Jack London », sur jack-london.fr (consulté le 20 février 2024)